# Ivo Kaderka
Ivo Kaderka (16. října 1963) je mezinárodně činný český tenisový funkcionář, dlouholetý prezident Českého tenisového svazu a od srpna 2022 též místopředseda České unie sportu.
V březnu 2024 byl spolu s několika dalšími lidmi a firmami obviněn v kauze zneužívání sportovních dotací pro Český tenisový svaz; na svou funkci prezidenta svazu rezignoval v červnu 2024.

## Osobní život
Kaderka je ženatý. Se druhou manželkou Darinou má dvě děti, dceru Adélu a syna Valentýna. Z prvního manželství má tři dospělé dcery. Jeho dcera Eva Krpálková je manželkou Lukáše Krpálka, dvojnásobného olympijského vítěze v judu z Letních olympijských her v Riu (2016) a v Tokiu (konaly se v roce 2021). 
Vystudoval VŠE v Praze. V mládí byl aktivním tenistou, hrál za Zbrojovku Vsetín, v Praze za Bohemians.

## Zaměstnání
Od roku 1987 pracoval v Prognostickém ústavu, po roce 1989 devět let přednášel marketing a management na FSV, Institutu ekonomických studií. Byl také ředitelem TV Bingo. Působil také ve státní správě, byl šéfem kanceláře ministra zdravotnictví Luďka Rubáše, náměstkem pro regionální politiku na Ministerstvu pro místní rozvoj ministra Jana Černého či náměstkem odpovědným za tělovýchovu na Ministerstvu školství, mládeže a tělovýchovy ministryň Miroslavy Kopicové a Dany Kuchtové. Na stejném ministerstvu byl také externím poradcem tehdejšího náměstka pro veřejné zakázky Jaromíra Soukupa.

### Sportovní funkcionář
Byl členem ekonomické komise Českomoravského fotbalového svazu. Od roku 1998 je prezidentem Českého tenisového svazu. V únoru 2024 ho poslal soud společně s členem dozorčí rady tenisového svazu Vojtěchem Fléglem do vazby kvůli obvinění v dotační kauze, která se týká zneužívání státních peněz v tomto svazu.
Od června 2020 je místopředsedou České unie sportu.
Od voleb na každoročním valném shromáždění organizace v říjnu 2020 zastává Kaderka pozici prezidenta evropské federace Tennis Europe. V této funkci byl potvrzen v září 2021 na mimořádném zasedání federace v Lucemburku, které se konalo po letním odvolání jejího předsednictva. Ve druhém kole hlasování, kterého se zúčastnili zástupci 48 z 50 členských národních tenisových svazů, se Kaderka prosadil proti dánskému kandidátovi, jímž byl Henrik Thorsøe Pedersen. Poté, co byl Kaderka zadržen, se funkce prezidenta ad interim ujal dosavadní viceprezident Giorgio Di Palermo.

## Podnikání
Kaderka je jediným jednatelem a společníkem společnosti GAME-MANAGEMENT-CONSULTING,s.r.o., která řídí basketbalový klub BLK Slavia Praha, provozuje Sportovní areál Rokytka v Praze a vlastní řadu nemovitostí. Je také jediným jednatelem a společníkem společností H.V.CONVERT s.r.o. Od roku 2015 je členem dozorčí rady společnosti MELIDA, a.s., která provozuje Skiareál Špindlerův Mlýn. Tu vlastní společnosti ovládané podnikateli Martinem Romanem, Michalem Koreckým, Tomášem Hrdličkou, Romanem Janouškem a společnost Tatry Mountain Resorts. Od roku 2003 je členem představenstva společnosti SKIAREÁL Špindlerův Mlýn, a.s., která vlastní Skiareál Špindlerův Mlýn.
Z pozice prezident Českého tenisového svazu je jediným jednatelem společnosti Česká tenisová obchodní společnost, s.r.o. V letech 1999 až 2007 byl členem dozorčí rady společnosti Benzina a.s.